# Steinapiesting (Piesting)
Die Steinapiesting ist ein linker Zufluss der Piesting in Niederösterreich.

## Verlauf
Die Steinapiesting entsteht aus dem Zusammenfluss von Winsabach, Eidechselbach und Rannersbach, nimmt als linken Nebenfluss den Radersbach auf und mündet im Ortsgebiet von Gutenstein in die Piesting. Die durch das Steinapiestingtal verlaufende Straße führt auf die Haselrast. Im Tal der Steinapiesting befanden sich früher zahlreiche Sägemühlen.